# Fort Liberty

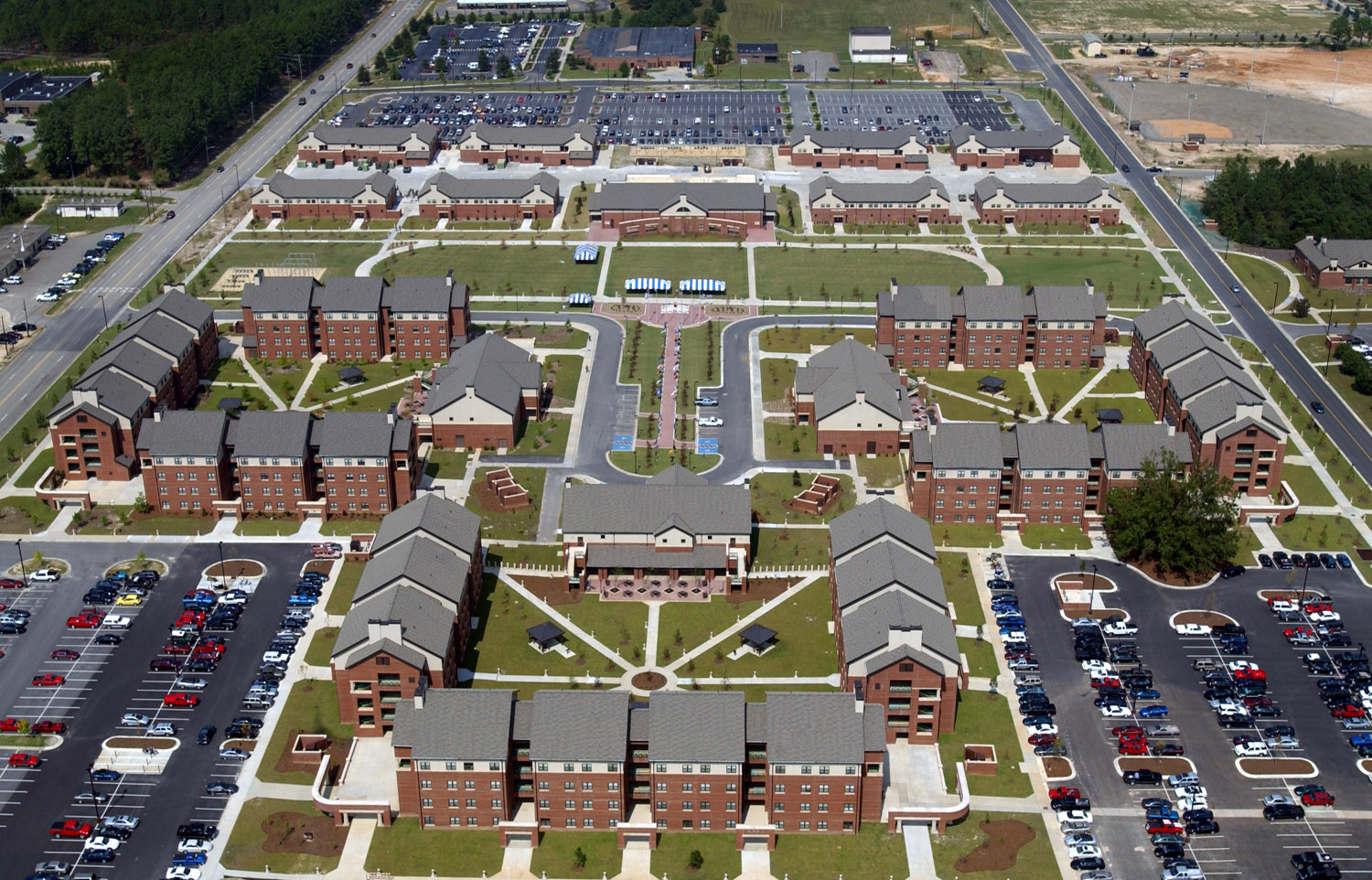
Entréskylt och kasernbyggnader.

Fort Bragg, tidigare Fort Liberty, är en militär anläggning på 650 kvadratkilometer tillhörande USA:s armé som är belägen i Cumberland, Hoke, Harnett och Moore County, cirka 1 mil nordväst om Fayetteville i delstaten North Carolina, USA. Anläggningen har funnits sedan 1918, men det var under början av kalla kriget som den växte till sin nuvarande storlek.
På området finns även militärflyplatsen Pope Field (IATA: POB, ICAO: KPOB, FAA LID: POB), känd fram till 2011 som Pope Air Force Base.
Fort Bragg är till antalet anställda där (57 000) en av de största militärbaserna i kontinentala USA.

## Bakgrund
Fort Bragg, har en lång och komplex historia som sträcker sig tillbaka till dess grundande 1918. Ursprungligen etablerat som ett artilleriträningsområde under första världskriget, namngavs basen efter Braxton Bragg, en general i Sydstatsarmén under det amerikanska inbördeskriget. Bragg var en kontroversiell figur, känd för sina militära misslyckanden och sitt stöd för konfederationen, vilket senare skulle leda till debatt om basens namn.
Under andra världskriget expanderade Fort Bragg betydligt och blev en central punkt för USA:s militära operationer. Basen spelade en avgörande roll i utbildningen av fallskärmsoldater och artillerienheter, och dess betydelse fortsatte att växa under kalla kriget. Under denna period blev Fort Bragg hem för XVIII Airborne Corps och 82nd Airborne Division.
I modern tid har Fort Liberty blivit en av de största och mest betydelsefulla militärbaserna i USA. Basen är högkvarter för United States Army Special Operations Command, som övervakar U.S. Army Special Forces, även kända som de gröna baskrarna. Dessutom stödjer militärflygplatsen Pope Field luftburna och specialoperationsstyrkor, vilket ytterligare förstärker basens strategiska betydelse.
Namngivningskommissionen som inrättades i och med 2021 års National Defense Authorization Act, för att ta bort hyllningar av Sydstaterna från anläggningar i USA:s försvarsdepartement, har under 2022 föreslagit ett namnbyte på basen till Fort Liberty.

## Namnbyte från Fort Bragg till Fort Liberty
I juni 2023 genomgick Fort Bragg ett namnbyte till Fort Liberty. Namnbytet var en del av en insats för att ta bort hyllningar av Sydstaterna från USA:s försvarsdepartements anläggningar. Namnbyteskommissionen, som inrättades genom 2021 års National Defense Authorization Act, föreslog detta namnbyte för att bättre återspegla de värderingar som USA:s armé står för idag.

## Verksamhet

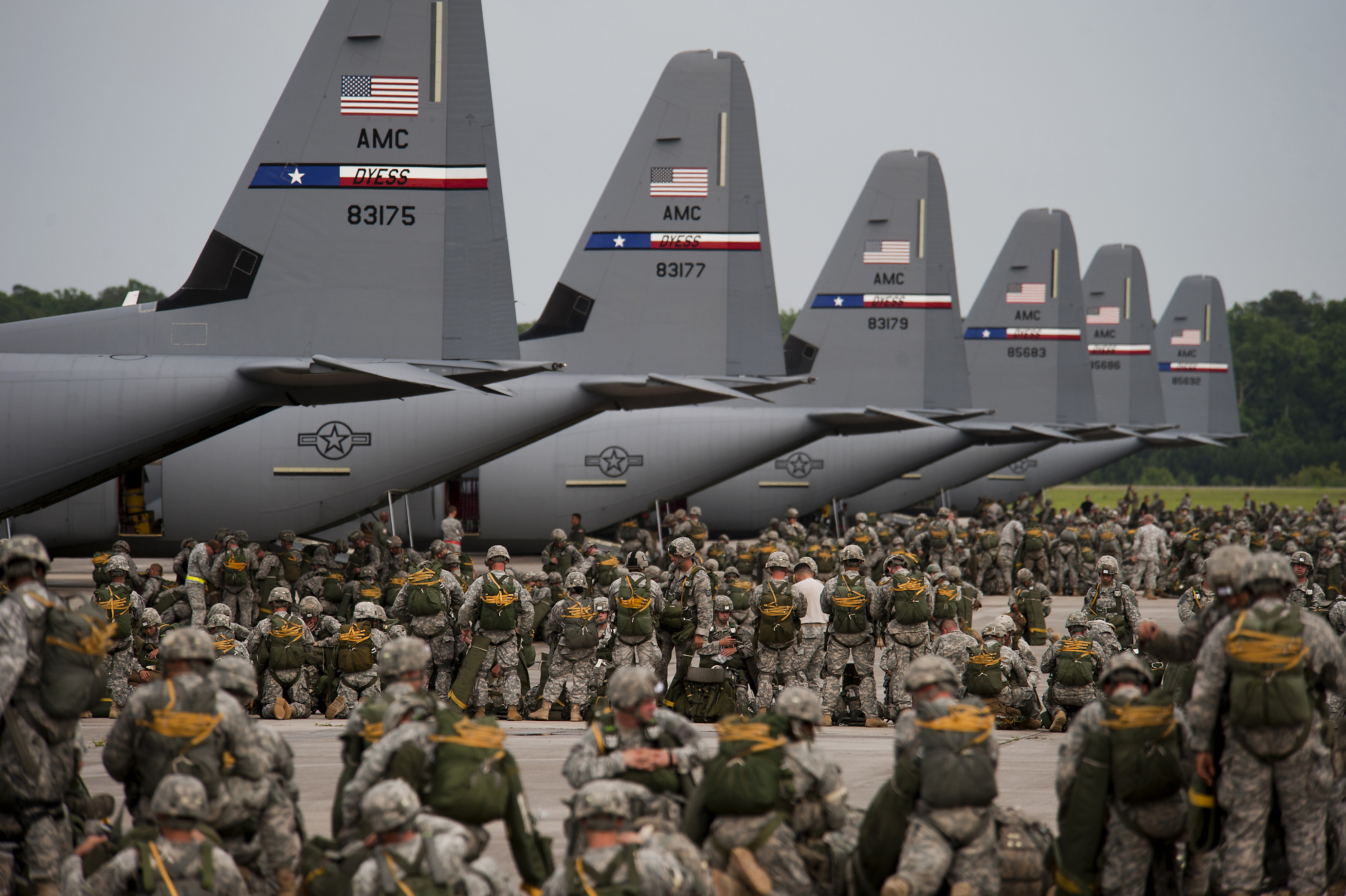
Soldater från 82nd Airborne förbereder sig för fallskärmsövning utgående från Pope Field, 2013.

United States Army Forces Command har sitt högkvarter på området.
På Fort Bragg finns högkvarteret för den luftburna armékåren XVIII Airborne Corps, liksom basering för infanteridivisionen 82nd Airborne Division (informellt benämnd som All-American) som ingår däri.
Fort Bragg är även hemmabas för arméns specialförband, U.S. Army Special Forces, även benämnt som gröna baskrarna. Här finns högkvarteret för United States Army Special Operations Command, som är armékomponenten till United States Special Operations Command, samt utbildningsinstitutionen John F. Kennedy Special Warfare Center and School. På Pope Field finns Delta Force som utgör specialförbandens spjutspets.